# サイキックハーツRPG
『サイキックハーツRPG』は日本のテーブルトークRPG作品である。作者は遠藤卓司／F.E.A.R.。富士見ドラゴンブックから文庫版にて2012年12月に発売された。

## 概要
トミーウォーカーが2012年8月から運営しているプレイバイウェブ（PBW）RPG「サイキックハーツ」をTRPG化した作品。ゲームには、各プレイヤーがそれぞれ10面体のサイコロを2個使用する。

## 背景設定
本作品の世界は現実の地球によく似ているが、人類はダークネスと言う存在によって支配されている。しかしサイキックという力によってその事実を隠蔽されているために、その事実を知るものは少ない。
しかし、ダークネスのサイキックの源であるサイキックエナジーが、サイキックアブソーバーという有機コンピューターにより大量に吸収されるようになり、ダークネスたちの足下が揺らぎ始めた。そんな中、ダークネスたちを倒す存在である灼滅者（スレイヤー）が現れ始める。

### 灼滅者（スレイヤー）
サイキックエナジーを源をするパワーである「サイキック」を使い、ダークネスを倒すことに目覚めた人間たちの呼称である。1990年以降急激にその存在が増加し、サイキックアブソーバーの制作者たちは若い灼滅者たちを『武蔵坂学園』に集めて、ダークネスに対する強力な戦力として確保している。

### ダークネス
ダークネスはこの世界の人類を影から支配してきた存在である。西暦1600年頃にはダークネスにより人類は支配されていたという。ダークネスと灼滅者はともにサイキックを使えるという点で同じである。現時点でのダークネスの次の目標は、新しい世界大戦によって地球全体を支配下に巻き込むことである。長きに渡りダークネスと灼滅者は対決してきたが、常にダークネスの圧勝に終わっている。また、ダークネスに倒された灼滅者は「闇堕ち」して新しいダークネスに転化し、ダークネスの勢力は拡大していく。
だが、サイキックアブソーバーの登場によってサイキックエナジーが奪われ始めると、強大だったダークネスの存在に陰りが見え始めた。そして1990年代から、永らく歴史の闇に消え去っていた灼滅者たちが再び姿を現し始めた。

## システム

### 判定方法
判定に使用する能力値の値から、行動判定の難易度を引く。この差分の値で『行為判定成功率表』を見て成功率を求める。パーセンテージダイスを振り、その値以下であれば成功。
Rアップn、Rダウンn
様々な効果により、本来の成功率よりも成功率表がnランク上昇（または下降）することがある。
アサルト
成功率の1/2の目が出ると発生する。武器攻撃力が2倍となる。
ジャスト
成功率の1/5の目が出ると発生する。武器攻撃力が3倍となる。
クリティカル
成功率の1/10の目が出ると発生する。武器攻撃力が4倍となる。
ファンブル
判定表にかかわらず、サイコロの目が96以上だとファンブルになる。
なお、スマートフォン向けに、自動で行為判定を行うアプリケーションが公開されている。

### ルーツ
キャラクターの出自や才能、能力を現す。キャラクター作成時に2つ選択し、このうち2つめのルーツは「ポテンシャル」と呼ばれる。
ダンピール
ヴァンパイアが起こす『感染』に巻きもまれながらも覚醒した灼滅者。
ストリートファイター
己の肉体を鍛え上げ、サイキックとして覚醒した灼滅者。
ファイアブラッド
己の血を灼熱の炎と化して戦う灼滅者。
魔法使い
古くから受け継がれてきた『魔法』を継承する灼滅者。
殺人鬼
殺しの達人にしてダークネスにあがなう灼滅者。
シャドウハンター
人間の精神世界に潜む『シャドウ』を狩る灼滅者。
神薙使い
『カミ』の力を自身に下ろして操る灼滅者。
エクソシスト
退魔と浄化の光で闇と邪悪を討ち滅ぼす灼滅者。
サウンドソルジャー
超常的な音楽の才能をサイキックとして使う灼滅者。
ご当地ヒーロー
地元への愛と情熱をサイキックに変えて戦う灼滅者。

### サーヴァント
ポテンシャルの代わりに『サーヴァント』を得ることもできる。サーヴァントは使役して行動や戦わせることができる。

### 能力値
気魄、術式、神秘の3種類がある。

### 出自
生まれ、入学理由、学年と誕生日を設定する。能力値に影響する。

### 殲術道具
武器、防具、アクセサリーの3種類がある。能力値や戦闘能力に影響する。

### サイキック
キャラクターが灼滅者として使用するサイキックを、ルーツやポテンシャルの中から選択する。大別して「サイキック」「ESP」「バベルの鎖」「フォース」がある。

### フォースジェム
灼滅者が持つサイキックエナジーを表す。各能力値につき3つ、プラス任意の能力値に1つ持っている。行為判定や戦闘シーンなどで使用することができる。

## PBWとの相違
『サイキックハーツRPG』のキャラクターは、これまでのトミーウォーカー製のPBW（無限のファンタジアやシルバーレイン、エンドブレイカー!）を基にしたTRPGとは異なり、TRPGのキャラクターをそのままPBWに転用することは考慮されていない。そのため、本作品ではPBW版にはないルールやキャラクター設定などが追加されている。また、ゲームマスターセクションには、PBWのプレイヤーが本作品を遊ぶ時の注意点についても言及されている。